# Dieter Below
Dieter Below (Rostock, 23 de junio de 1942) es un deportista de la RDA que compitió en vela en la clase Soling. 
Participó en dos Juegos Olímpicos de Verano en los años 1976 y 1980, obteniendo una medalla de bronce en Montreal 1976 en la clase Soling. Ganó tres medallas en el Campeonato Europeo de Soling entre los años 1973 y 1978.

## Palmarés internacional
| Juegos Olímpicos   | Juegos Olímpicos         | Juegos Olímpicos  | Juegos Olímpicos |
| Año                | Lugar                    | Medalla           | Clase            |
| ------------------ | ------------------------ | ----------------- | ---------------- |
| 1976               | Montreal (Canadá)        | Medalla de bronce | Soling           |
| Campeonato Europeo |                          |                   |                  |
| Año                | Lugar                    | Medalla           | Clase            |
| 1973               | Medemblik (Países Bajos) | Medalla de oro    | Soling           |
| 1976               | Ginebra (Suiza)          | Medalla de oro    | Soling           |
| 1978               | Kiel (RFA)               | Medalla de bronce | Soling           |